# باولو نيسبولي
باولو نيسبولي (بالإيطالية: Paolo Nespoli)‏ (و. 1957 – م) هو رائد فضاء، ومهندس من إيطاليا . ولد في ميلانو.
ويحمل رتبة عسكرية رائد .

## ريادة الفضاء
شارك في المهمات الفضائية:
- STS-120
- البعثة 26
- Soyuz TMA-20
- البعثة 27.

## التعليم
تعلم في New York University Tandon School of Engineering

## الخدمة العسكرية
خدم في جيش إيطاليا.

## جوائز
حصل على جوائز منها:
- Commander of the Order of Merit of the Italian Republic (19 نوفمبر 2007)[7]
- NASA Space Flight Medal.

## روابط خارجية
- باولو نيسبولي على موقع IMDb (الإنجليزية)